# Cheyssieu
Cheyssieu est une commune française située dans le département de l'Isère, en région Auvergne-Rhône-Alpes.
Ce village, de taille relativement modeste, se positionne dans le nord du département, non loin de la vallée du Rhône, entre Lyon et Valence, non loin de l'agglomération viennoise. Ses habitants sont dénommés les Cheyssinois.

## Géographie

### Situation et description
Le territoire communal est situé dans le nord-ouest du département de l'Isère, le bourg étant situé à environ 12 km au sud de Vienne la plus grande ville à proximité.

### Communes limitrophes
| Saint-Prim           | Les Côtes-d'Arey |         |
| Auberives-sur-Varèze | Cheyssieu        | Vernioz |
|                      | Assieu           |         |

### Climat
Pour des articles plus généraux, voir Climat d'Auvergne-Rhône-Alpes et Climat de l'Isère.
En 2010, le climat de la commune est de type climat du Bassin du Sud-Ouest, selon une étude du Centre national de la recherche scientifique s'appuyant sur une série de données couvrant la période 1971-2000. En 2020, Météo-France publie une typologie des climats de la France métropolitaine dans laquelle la commune est dans une zone de transition entre le climat semi-continental et le climat de montagne et est dans la région climatique  Moyenne vallée du Rhône, caractérisée par un bon ensoleillement en été (fraction d’insolation > 60 %), une forte amplitude thermique annuelle (4 à 20 °C), un air sec en toutes saisons, orageux en été, des vents forts (mistral), une pluviométrie élevée en automne (250 à 300 mm). 
Pour la période 1971-2000, la température annuelle moyenne est de 12 °C, avec une amplitude thermique annuelle de 17,9 °C. Le cumul annuel moyen de précipitations est de 807 mm, avec 8,7 jours de précipitations en janvier et 6 jours en juillet. Pour la période 1991-2020, la température moyenne annuelle observée sur la station météorologique de Météo-France la plus proche, « Reventin », sur la commune de Reventin-Vaugris à 4 km à vol d'oiseau, est de 12,9 °C et le cumul annuel moyen de précipitations est de 775,7 mm,. Pour l'avenir, les paramètres climatiques de la commune estimés pour 2050 selon différents scénarios d'émission de gaz à effet de serre sont consultables sur un site dédié publié par Météo-France en novembre 2022.

### Hydrographie
La commune est traversée dans sa partie méridionale par la Varèze, un affluent du Rhône qui prend sa source dans la forêt de Bonnevaux. Elle est également traversée dans sa partie septentrionale par son affluent, le Suzon, la confluence des deux rivières étant situées sur le territoire de la commune.

### Voies de communication
Situé à l'écart des grands axes de communications, le territoire communal est essentiellement traversé par la route départementale 37 (RD37). L'autoroute A7 borde l'extrémité occidental du territoire mais celui-ci n'est desservi que cette voie qu'au niveau de Vienne-sud (10 km au nord) ou de Chanas (15 km au sud).

## Urbanisme

### Typologie
Au 1er janvier 2024, Cheyssieu est catégorisée commune rurale à habitat dispersé, selon la nouvelle grille communale de densité à sept niveaux définie par l'Insee en 2022.
Elle appartient à l'unité urbaine d'Auberives-sur-Varèze, une agglomération intra-départementale regroupant deux  communes, dont elle est une commune de la banlieue,,. Par ailleurs la commune fait partie de l'aire d'attraction de Lyon, dont elle est une commune de la couronne,. Cette aire, qui regroupe 397 communes, est catégorisée dans les aires de 700 000 habitants ou plus (hors Paris),.

### Occupation des sols
L'occupation des sols de la commune, telle qu'elle ressort de la base de données européenne d’occupation biophysique des sols Corine Land Cover (CLC), est marquée par l'importance des territoires agricoles (76,2 % en 2018), en diminution par rapport à 1990 (77,9 %). La répartition détaillée en 2018 est la suivante : 
terres arables (43,5 %), forêts (17,8 %), cultures permanentes (14,2 %), zones agricoles hétérogènes (12,7 %), zones urbanisées (6 %), prairies (5,8 %). L'évolution de l’occupation des sols de la commune et de ses infrastructures peut être observée sur les différentes représentations cartographiques du territoire : la carte de Cassini (XVIIIe siècle), la carte d'état-major (1820-1866) et les cartes ou photos aériennes de l'IGN pour la période actuelle (1950 à aujourd'hui).

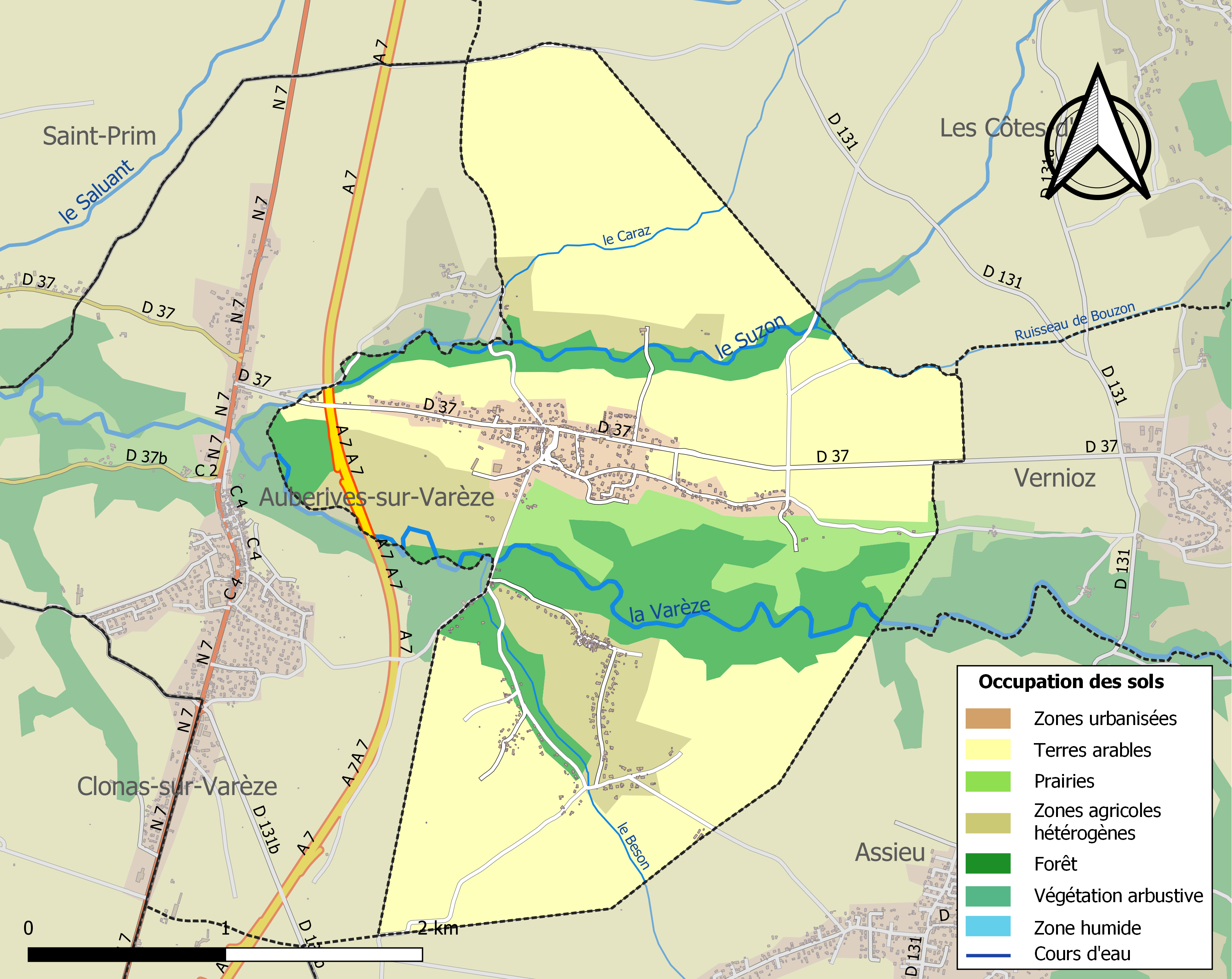
Carte des infrastructures et de l'occupation des sols de la commune en 2018 (CLC).

### Hameaux, lieux-dits et écarts
Le village de Cheyssieu se compose de plusieurs lieux-dits :
Bachoud ; Beauchuzel ; Le Beson ; La Brûla ; Les Clezons ; Le Cuillery ; L'Hôpital ; Les Meuilles ; Le Moulin ; Les Noyarets ; Le Suzon.
Ces noms de quartiers sont liés à l'histoire du village, d'anciens hameaux ou une spécificité géographique.

### Risques naturels et technologiques

#### Risques sismiques
L'ensemble du territoire de la commune de Cheyssieu  est situé en zone de sismicité n°3 (sur une échelle de 1 à 5), comme la plupart des communes de son secteur géographique.
| Type de zone | Niveau            | Définitions (bâtiment à risque normal) |
| ------------ | ----------------- | -------------------------------------- |
| Zone 3       | Sismicité modérée | accélération = 1,1 m/s2                |

## Histoire

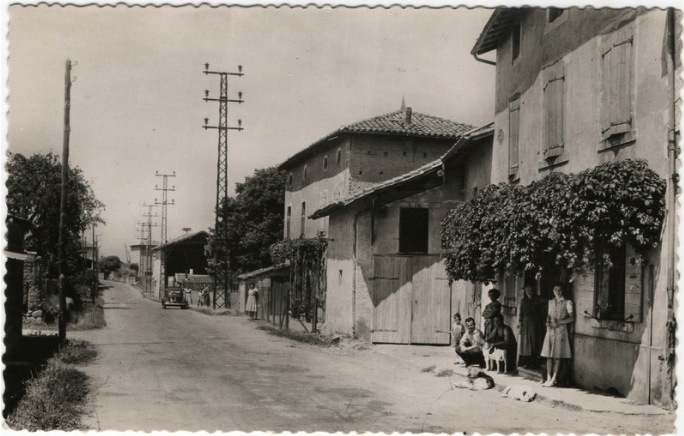
Vue intérieure du village au début du XXe siècle

## Politique et administration

### Liste des maires
| Période                                  | Période  | Identité        | Étiquette | Qualité                    |
| ---------------------------------------- | -------- | --------------- | --------- | -------------------------- |
| mars 2001                                | En cours | Gilles Bonneton | SE        | Retraité Fonction publique |
| Les données manquantes sont à compléter. |          |                 |           |                            |

## Population et société

### Démographie
L'évolution du nombre d'habitants est connue à travers les recensements de la population effectués dans la commune depuis 1800. Pour les communes de moins de 10 000 habitants, une enquête de recensement portant sur toute la population est réalisée tous les cinq ans, les populations de référence des années intermédiaires étant quant à elles estimées par interpolation ou extrapolation. Pour la commune, le premier recensement exhaustif entrant dans le cadre du nouveau dispositif a été réalisé en 2008.

En 2022, la commune comptait 1 051 habitants, en évolution de +2,54 % par rapport à 2016 (Isère : +3,07 %, France hors Mayotte : +2,11 %).
| 1800 | 1806 | 1821 | 1831 | 1836 | 1841 | 1846 | 1851 | 1856 |
| ---- | ---- | ---- | ---- | ---- | ---- | ---- | ---- | ---- |
| 192  | 146  | 269  | 277  | 314  | 359  | 332  | 356  | 360  |

| 1861 | 1866 | 1872 | 1876 | 1881 | 1886 | 1891 | 1896 | 1901 |
| ---- | ---- | ---- | ---- | ---- | ---- | ---- | ---- | ---- |
| 371  | 355  | 351  | 385  | 412  | 389  | 402  | 354  | 374  |

| 1906 | 1911 | 1921 | 1926 | 1931 | 1936 | 1946 | 1954 | 1962 |
| ---- | ---- | ---- | ---- | ---- | ---- | ---- | ---- | ---- |
| 371  | 324  | 282  | 299  | 296  | 291  | 321  | 335  | 353  |

| 1968 | 1975 | 1982 | 1990 | 1999 | 2006 | 2008  | 2013  | 2018  |
| ---- | ---- | ---- | ---- | ---- | ---- | ----- | ----- | ----- |
| 403  | 423  | 566  | 648  | 731  | 933  | 1 001 | 1 045 | 1 024 |

| 2022  | - | - | - | - | - | - | - | - |
| ----- | - | - | - | - | - | - | - | - |
| 1 051 | - | - | - | - | - | - | - | - |

### Enseignement
La commune est rattachée à l'académie de Grenoble.

### Médias
Historiquement, le quotidien à grand tirage Le Dauphiné libéré consacre, chaque jour, y compris le dimanche, dans son édition du Nord-Isère (Vienne), un ou plusieurs articles à l'actualité du canton et quelquefois de la commune, ainsi que des informations sur les éventuelles manifestations locales, les travaux routiers, et autres événements divers à caractère local.

## Culture et patrimoine

### Lieux et monuments

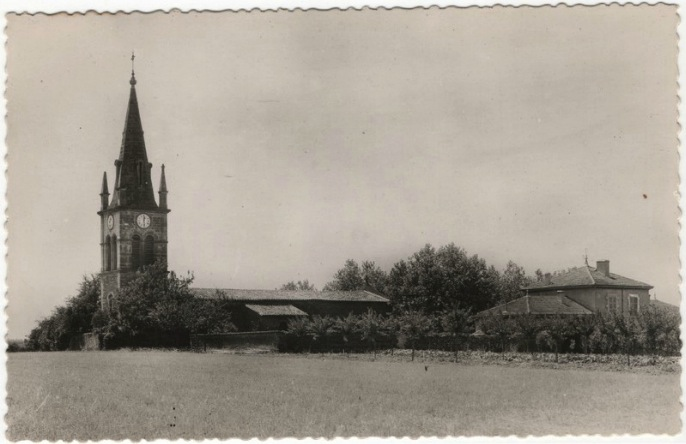
L'église au début du XXe siècle.

- Église paroissiale Notre-Dame-de-la-Compassion

Cet édifice religieux catholique présente un appareil en galets, avec un clocher du XIXème siècle à pyramidions.

### Héraldique
|  | Cheyssieu possède des armoiries dont l'origine et le blasonnement exact ne sont pas disponibles. |